# Borský Svätý Jur
Borský Svätý Jur és un poble i municipi d'Eslovàquia que es troba a la regió de Trnava, a l'oest del país.

## Història
La primera menció escrita de la vila es remunta al 1394.

## Demografia
| Godina             | 1994 | 2004   | 2014   | 2024   |
| ------------------ | ---- | ------ | ------ | ------ |
| Nombre de persones | 1577 | 1564   | 1656   | 1603   |
| Diferència         |      | −0,82% | +5,88% | −3,20% |

| Godina             | 2023 | 2024   |
| ------------------ | ---- | ------ |
| Nombre de persones | 1608 | 1603   |
| Diferència         |      | −0,31% |